# ORP Generał Sikorski
ORP Generał Sikorski (ex-D 2, ex-„Pułkownik Sikorski”) – polski rzeczny statek sztabowy i okręt obrony przeciwlotniczej, dawny rosyjski parowiec „Pieriewał”. Służył w Flotylli Rzecznej Marynarki Wojennej od marca 1920 roku do września 1939 roku. Nazwę otrzymał na cześć ówczesnego pułkownika Władysława Sikorskiego, dowódcy 9. Dywizji Piechoty, której działania w marcu 1920 roku doprowadziły do przejęcia „Pieriewała” i innych jednostek pływających Dnieprzańskiej Flotylli Wojennej. W ciągu swojej służby pod polską banderą był dwukrotnie samozatapiany: w lipcu 1920 roku i we wrześniu 1939 roku. Wydobyty przez Rosjan, został wcielony do Flotylli Dnieprzańskiej pod nazwą „Bug”. Jednostka została zatopiona w lipcu 1941 roku na Dunaju.

## Historia

### Wojna polsko-bolszewicka
Pierwotnie był to rosyjski statek towarowo-pasażerski o nazwie „Pieriewał”. Został zbudowany w 1916 roku. Jednostka, wchodząca od lipca 1919 roku w skład radzieckiej Dnieprzańskiej Flotylli Wojennej, została zdobyta 5 marca 1920 roku w Mozyrzu przez żołnierzy 9. Dywizji Piechoty pod dowództwem płk. Władysława Sikorskiego w stanie zdatnym do pływania. Statek, przekazany przez płk. Sikorskiego Flotylli Pińskiej, już 18 marca został uruchomiony przez stoczniowców z zakładów remontowych „Taura”, otrzymując oznaczenie D 2. Niedługo potem bocznokołowiec został statkiem sztabowym Grupy Poleskiej, otrzymując nazwę „Pułkownik Sikorski”, na cześć ówczesnego dowódcy 9. Dywizji Piechoty. Podczas wyprawy kijowskiej statek jako inspekcyjny znajdował się w dyspozycji sztabu 9. DP. Podczas odwrotu wojsk polskich, po zdemontowaniu wyposażenia, „Pułkownik Sikorski” został (wraz z kilkunastoma innymi jednostkami) za pomocą ładunków wybuchowych samozatopiony 25 lipca 1920 roku na Pinie na podejściach do Pińska, gdyż nie mógł się wycofać z powodu niskiego stanu wody na Prypeci i Kanale Królewskim. Załogi zatopionych jednostek zostały ewakuowane przez Brześć do Torunia, wchodząc następnie w skład Flotylli Wiślanej (Flotylla Pińska została rozformowana). Statek został wydobyty przez Rosjan i odholowany w rejon Mostów Wolańskich, po czym zatopiony podczas odwrotu wojsk bolszewickich z rejonu Polesia.

### Okres międzywojenny
Po ponownym zajęciu Polesia, „Pułkownik Sikorski” został wydobyty w październiku 1920 roku, przechodząc w 1921 roku pomyślnie weryfikację stanu technicznego przeprowadzoną przez komisję powołaną przez Departament dla Spraw Morskich. W 1922 roku statek został przyporządkowany reaktywowanej Flotylli Pińskiej. W kwietniu 1922 roku jednostka otrzymała nazwę „Generał Sikorski”, pełniąc tak jak w 1920 roku rolę uzbrojonego statku sztabowego. W połowie lipca 1922 roku dowódcą okrętu został kpt. por. mar. Karol Taube, a jego załoga liczyła w tym czasie 25 podoficerów i marynarzy. Gdy w lipcu 1923 roku w Pińsku uruchomiono stację radiotelegraficzną, do stacjonującego na „Generale Sikorskim” sztabu dokooptowano oficera radiowego, którym został jako p.o. bsm. sztab. Włodzimierz Dułyk.
W maju 1924 roku dowództwo jednostki objął por. mar. Jerzy Kubańczyk, a jego zastępcą był por. mar. rez. Teodor Rudziński. W czerwcu 1925 roku na okręcie rozpoczął się remont, przeprowadzony w warsztatach portowych w Pińsku. Od 30 października 1925 roku jednostkę przeniesiono w stan konserwacji, a na jej pokładzie pozostawiono załogę szkieletową. Okręt uczestniczył czynnie w kampaniach 1926 i 1927 roku. W kwietniu 1927 roku jego dowódcą był chor. mar. Alfons Połomski, a załoga liczyła 16 podoficerów i marynarzy. W sierpniu 1927 roku ORP „Generał Sikorski” został przeniesiony z Grupy Dowódcy Flotylli do Grupy Łączności jako statek-baza, a na jego pokładzie znalazł się personel radiostacji pińskiej. 31 sierpnia okręt odstawiono do rezerwy w celu adaptacji na statek uzbrojony, po czym w maju 1928 roku przyporządkowano go do 1. dywizjonu bojowego. Uzbrojenie okrętu stanowiły dwa działka kalibru 37 mm, a załoga liczyła 2 oficerów oraz 25 podoficerów i marynarzy. Kampanię letnią 1929 roku okręt rozpoczął 1 maja, prawdopodobnie wyposażony w demontowalny pancerz opracowany w latach 1926-1927 przez biuro konstrukcyjne warsztatów portowych Flotylli. W latach 1930–1931 ORP „Generał Sikorski” nadal wchodził w skład 1. dywizjonu, razem z monitorami OORP „Wilno” i „Kraków”. 1 stycznia 1932 roku dowodzący okrętem ppor. mar. Tadeusz Borysiewicz otrzymał awans na stopień por. mar. W kampaniach 1932 i 1933 roku jednostka uczestniczyła w sposób czynny, nadal znajdując się w strukturze 1. dywizjonu bojowego.
W latach 1933–1934 ORP „Generał Sikorski” został przebudowany na okręt obrony przeciwlotniczej, co związane było z przezbrojeniem w nkm i ckm na podstawach przeciwlotniczych. W sierpniu 1934 roku dowództwo okrętu sprawował por. mar. Antoni Kramer, a bosmanem okrętowym był bosmanmat Piotr Rymanowicz. Na pokładzie jednostki zaokrętowane było też dowództwo 1. dywizjonu bojowego w składzie: kpt. mar. Roman Kanafoyski (dowódca), kpt. mar. Jerzy Marx (oficer artyleryjski) i ppor. mar. Zygmunt Jasiński (oficer mechanik). W 1935 roku okręt rozpoczął służbę po przerwie zimowej w dniu 1 maja, a zakończył ją 1 października. W 1936 roku dowódcą jednostki był por. mar. Narcyz Małuszyński, który 16 listopada został awansowany na stanowisko dowódcy Oddziału Minowo-Gazowego. Okręt uczestniczył również w kampanii 1937 roku, 1 września będąc odstawiony do rezerwy ze względów oszczędnościowych.

### Mobilizacja i kampania wrześniowa
Po wysunięciu przez Niemcy żądań terytorialnych i politycznych wobec Polski i ich ujawnieniu wiosną 1939 roku, 23 marca zarządzono częściową mobilizację Flotylli Pińskiej, w tym „Generała Sikorskiego”. Po odrzuceniu żądań niemieckich w dniu 26 marca pogotowie wojenne odwołano. Kolejną mobilizację ogłoszono 27 sierpnia 1939 roku, a jej przeprowadzenie nie napotkało na trudności, gdyż okręty były w trakcie kampanii letniej. Wobec słabości naziemnej obrony przeciwlotniczej zadania obrony bazy spadły na okręty, wliczając w to „Generała Sikorskiego”. Jednostki zostały przesunięte na wody w pobliżu Pińska, gdzie zostały zamaskowane i większości przemalowane w barwy ochronne (kamuflaż składał się z różnej wielkości i kształtu plam w kolorach czarnym, ciemnobrązowym i szarym, na tle zgniłej zieleni). 
W momencie wybuchu wojny okręt nadal wchodził w skład 1. dywizjonu bojowego, a jego dowódcą był ppor. mar. rez. Ludwik Fidosz. Po informacji o ataku Niemiec na Polskę okręt zajął stanowisko ogniowe nieopodal Mostów Wolańskich, gdyż tylko tam na odcinku długości 4 kilometrów była odpowiednia głębokość wody. Wobec zagrożenia bombardowaniem Mostów Wolańskich przez Luftwaffe, 3 lub 4 września dowódca Flotylli kmdr Witold Zajączkowski utworzył tzw. Oddział Obrony Przeciwlotniczej Wolańskich Mostów, w skład którego oprócz „Generała Sikorskiego” wszedł ORP „Hetman Chodkiewicz”. W dniach 6-7 września niemieckie samoloty zrzuciły 30 bomb, nie uzyskując trafień, obrona przeciwlotnicza zestrzeliła natomiast dwa samoloty. W kolejnych dniach odpierano dalsze naloty niemieckiego lotnictwa, a relacje uczestników donoszą o zestrzeleniu kilku maszyn wroga.
13 września okręty broniące Mostów Wolańskich weszły w skład Pododcinka „Wolańskie Mosty” Samodzielnej Grupy Operacyjnej „Polesie” (dowódca kmdr ppor. Stefan Kamiński), z zadaniem współdziałania z Korpusem Ochrony Pogranicza w obronie tej przeprawy oraz ubezpieczenie odwrotu oddziałów KOP przez Prypeć. 14 i 16 września Luftwaffe bombardowała rejon mostów, jednak bezskutecznie. Po agresji radzieckiej dowódca SGO „Polesie” gen. bryg. Franciszek Kleeberg nakazał 17 września zniszczenie i zatopienie jednostek pływających Flotylli Pińskiej z powodu niemożliwości ewakuacji ze względu na niskie stany wód. Realizując rozkaz dowódca ORP „Generał Sikorski” nakazał samozatopienie jednostki (po zdemontowaniu uzbrojenia i zabraniu amunicji), co stało się 18 września na wschód od Mostów Wolańskich. Z powodu niskiego poziomu wody nadbudówka okrętu wystawała ponad lustro rzeki.

### Służba we flocie radzieckiej
Okręt został wydobyty przez służbę awaryjno-ratowniczą Dnieprzańskiej Flotylli Wojennej (przy pomocy specjalistów z przedsiębiorstwa robót ratowniczych i podwodnych EPRON) do 12 listopada 1939 roku i po remoncie w Kijowie wcielony do służby w Dnieprzańskiej Flotylli Wojennej pod nazwą „Bug” jako samodzielna baza pływająca w połowie 1940 roku. Następnie jednostka została przeniesiona do Flotylli Dunajskiej, gdzie służyła jako statek sztabowy. Po ataku Niemiec na ZSRR „Bug” został zatopiony w lipcu 1941 roku na Dunaju.

## Dane taktyczno-techniczne
Jednostka była statkiem rzecznym o długości między pionami 30,5 metra, szerokości 3,6 metra i zanurzeniu 0,55 metra. Wyporność wynosiła 54 tony. Siłownię jednostki stanowiła maszyna parowa podwójnego rozprężania o mocy 65 KM. Prędkość maksymalna bocznokołowca wynosiła 14 km/h.
Na początku lat 30. jednostka była uzbrojona w dwa działka kalibru 37 mm i dwa ciężkie karabiny maszynowe Maxim wz. 08 kal. 7,92 mm. Po przebudowie na okręt obrony przeciwlotniczej „Generał Sikorski” otrzymał dwa pojedyncze najcięższe karabiny maszynowe Hotchkiss wz. 30 kalibru 13,2 mm oraz dwa pojedyncze ciężkie karabiny maszynowe Maxim wz. 08 kal. 7,92 mm na podstawach przeciwlotniczych.
Liczebność załogi jednostki była zmienna: najczęściej składała się z 19 oficerów, podoficerów i marynarzy.